# 진성이씨 남해문중 고문서
진성이씨 남해문중 고문서(眞城李氏 南海門中 古文書)는 대한민국 경상남도 남해군 남해읍 평리에 있는 조선시대의 고문서이다. 2016년 6월 2일 경상남도의 문화재자료 제627호로 지정되었다.

## 개요
진성이씨 남해 문중에 보관되어 전해오는 위의 53점의 문서는 대체로 19세기 말에 작성된 것이 주를 이루고 18세기 말의 것도 있고 20세기의 것도 있다. 대체로 19세기 남해의 향교를 중심으로 하는 유림 사회에서 행해진 망권이나 차정 상황도 이를 통해 알 수 있고, 1840년에서 1897년에 이르는 준호구나 호구단자는 비록 한 집안이지만 인구의 동태를 살피는 하나의 단서가 된다는 점에서도 의의가 있다.

## 세부 목록
| 문서 종류  | 문서명             | 수량 |
| ---------- | ------------------ | ---- |
| 교령류     | 교지(敎旨)         | 1    |
| 서간통고류 | 답통(담答通)       | 1    |
| 서간통고류 | 원정(原情)         | 1    |
| 서간통고류 | 차정첩(差定帖)     | 1    |
| 서간통고류 | 망기(望記)         | 1    |
| 명문문기류 | 명문               | 12   |
| 치부기록류 | 묘사홀기(墓祀笏記) | 1    |
| 시문류     | 묘갈문(墓碣文)     | 1    |
| 호적류     | 준호구(準戶口通)   | 26   |
| 호적류     | 호구단자(戶口單子) | 8    |
| 합계       |                    | 53   |

## 참고 자료
- 진성이씨 남해문중 고문서 - 국가유산청 국가유산포털